# حرب تميم وبكر بن وائل
حرب تميم وبكر بن وائل هي عدة معارك بين قبائل بني تميم وقبيلة بكر بن وائل التي دعمت في بعض معاركها من قبل بعض القبائل العربية إضافة إلى الفرس. استمرت الحرب طيلة الجاهلية حتى بداية ظهور الإسلام، فجاء الإسلام وصالح بين القبائل وحرم دمائها على بعضها البعض.

## البداية
كانت منازل قبائل نزار العدنانية ومنها بني تميم وبكر بن وائل في الحجاز موطن جدها نبي الله إسماعيل عليه السلام حتى ضاقت عليهم الأرض هناك فقامت قبائل مُضر والتي منها تميم بإجلاء قبائل ربيعة والتي منها بكر بن وائل فخرجت قبائل ربيعة إلى نجد والبحرين حتى ملؤوها ثم ضاقت الحجاز بالقبائل المُضرية بعد أن تكاثرت هناك فخرجت قبائل بني تميم إلى نجد والبحرين والعراق وقطر طلباً للسعة وعندما حلت قبائل بني تميم في بلاد نجد والبحرين والدهناء والصمان وجدت بها قبائل ربيعة بن نزار فقام بنو تميم بإجلائهم وطردهم وحلت في أرضهم فدفعت أقوى وأكبر قبائل ربيعة وهي بكر وتغلب إلى أرياف العراق وأستولت على أرضهما في نجد والبحرين والصمان والدهناء وفي ذلك يقول الشاعر الفارس سلامة بن جندل السعدي التميمي:
- وقال حُريث بن مُحفض المازني التميمي :

وهذا السبب هو الذي جعل الحرب تشتعل بين تميم وبكر خصوصا وربيعة عموماً، ولم تقف هنا بل تدخلت القوى الخارجية لصالح بكر فقد رواى ابن الأثير أن بنو بكر بن وائل كانوا تحت يد كسرى وفارس وكانوا يقوونهم ويجهزونهم لغزو تميم ويشرف على ذلك عامل عين التمر الفارسي كما حدث في يوم الصليب ويوم العظالي ويوم حمضى وغيرها

## أيام تميم على بكر بن وائل
- يوم النباج : انتصار بني تميم على بكر بن وائل.[5]
- يوم ذي طلوح : انتصار بني يربوع من تميم على بكر بن وائل.[6]
- يوم الحائر : انتصار بني يربوع من تميم على بكر بن وائل.[7]
- يوم زرود الثاني : انتصار بني يربوع من تميم على بكر بن وائل
- يوم راس العين : انتصار بني يربوع من تميم على بكر بن وائل
- يوم العظالي : انتصار بني يربوع من تميم على بكر بن وائل.[8]
- يوم الغبيط : انتصار بني يربوع من تميم على بكر بن وائل
- يوم مخطط : انتصار بني يربوع من تميم على بكر بن وائل
- يوم جدود : انتصار بني منقر من تميم على بكر بن وائل
- يوم سفوان : انتصار بني مازن من تميم على بني شيبان من بكر بن وائل
- يوم السلي : انتصار بني مازن من تميم على بني شيبان من بكر بن وائل
- يوم الصليب : انتصار بني عمرو من تميم على بكر بن وائل وحلفائهم من الفرس.[9]
- يوم النباح : انتصار بني العنبر من تميم على بكر بن وائل
- يوم الجبايات : انتصار بني يربوع من تميم على بكر بن وائل.[10]
- يوم ذي أحثال : انتصار بني دارم من تميم على بكر بن وائل.[11]
- يوم غول الأول : انتصار بني العنبر من تميم على بكر بن وائل واللهازم.[12]
- يوم مسلحة : لبني منقر من تميم على بكر بن وائل .
- يوم الجابيات : لبني يربوع من تميم على بكر بن وائل .
- يوم حمضى : لبني دارم من تميم على بني حنيفة من بكر ومعها الفرس .
- يوم الستار : لبني تميم على بكر بن وائل .
- يوم سفار : لبني مازن من تميم على بكر بن وائل .
- يوم الشباك : لبني القصاف من تميم على بني تيم اللات من بكر .
- يوم قرار : لبني مجاشع على بكر بن وائل .
- يوم الوقبي : لبني تميم على بكر بن وائل .
- يوم تعشار : لبني العنبر من تميم على بكر بن وائل .
- يوم السباري : لبني العنبر من تميم على بكر بن وائل[13]
- يوم نقاء الحسن :  لبني ضبة من تميم على بكر بن وائل.
- يوم مالة : لبني يربوع من تميم على بكر بن وائل .
- يوم ذي قار الأول : انتصار بني يربوع من تميم على بكر بن وائل[14]
- يوم عين التمر : لبني يربوع من تميم على بني شيبان من بكر بن وائل [15]
- يوم أعشاش : لبني يربوع من تميم على بكر بن وائل[16]
- يوم ذات الشقوق : لبني العنبر من تميم على بكر بن وائل[17]
- يوم ذي أُرَاطِى: لبني فقيم من دارم على بنو حنيفة من بكر بن وائل وجعدة من عامر بن صعصعة
- يوم الزوان : لبني العنبر من تميم على بكر بن وائل.
- يوم ثأج : لبني العنبر من تميم على بكر بن وائل[18]
- يوم الصلعاء : لبني العنبر من تميم على بكر بن وائل[19]
- يوم حائر: لبني عبدالله ابن دارم من تميم على بنو قيس بن ثعلبة من بكر بن وائل[20]

وقد بلغت سبعة وثلاثين انتصار انتصار لقبائل بني تميم على بكر بن وائل وحلفائها.

## أيام بكر وتغلب  بن وائل على تميم
- يوم الوقيط : انتصار بكر بن وائل واللهازم على بني حنظلة من تميم [21]
- يوم قشاوة : انتصار بني شيبان من بكر بن وائل واللهازم على بني تميم [22]
- يوم زبالة : انتصار بني شيبان من  بكر بن وائل على بني دارم من تميم[23]
- يوم مبايض : انتصار بنو أبي ربيعة بن شيبان من بكر بن وائل على بني تميم  [24][25][26]
- يوم الزورين : انتصار بكر بن وائل على بني تميم [27][28][29]
- يوم الشيطين : انتصار بكر بن وائل على بني تميم  [30][31]
- يوم صَعُْفوق  : انتصار بكر بن وائل على بني يربوع من تميم[32]
- يوم فيحان  : انتصار بكر بن وائل على بني تميم  [33]
- يوم الحاجر  : انتصار بني يشكر من بكر بن وائل على بني عمرو من تميم [34]
- يوم الشِّقِيق  :انتصار بكر بن وائل على بني تميم   [35]
- يوم بارق :  انتصار بني شيبان بن بكر بن وائل على بني تميم وتغلب  [36]
- يوم الجفار :  انتصار تغلب بن وائل على بني نهشل ومُجَاشِعً من تميم [37]
- يوم ثبرة  :  انتصار بكر بن وائل على بني من تميم  [38]
- يوم الهِزَبْرِ  : انتصار بكر بن وائل على بني تميم     [39]
- يوم مليحة : انتصار بني شيبان من بكر بن وائل على بني يربوع من تميم  [40]
- يوم خُوَىٍّ  : انتصار بني قيس بن ثعلبة من  بكر بن وائل على بني يربوع من تميم وبني أسد  [41][42]
- يوم إراب  : انتصار بني شيبان من بكر بن وائل على بني يربوع من تميم  [43]
- يوم الهُيَيْمَاء  : انتصار بني تيم اللات بن ثعلبة من بكر بن وائل على بني مجاشع من تميم  [44]
- يوم فلج : انتصار بكر بن وائل على بني تميم[45]
- يوم سفح متالع : انتصار تغلب بن وائل على بني تميم [46]